# Spolno nasilje med sovjetsko okupacijo Poljske
Spolno nasilje med sovjetsko okupacijo Poljske ob koncu druge svetovne vojne v Evropi je bila vrsta številnih dogodkov, ki so bili v povojnem zgodovinopisju zamolčani vse do razpada Sovjetske zveze. Dokumenti iz tega obdobja kažejo, da so bili ti dogodki tako resni kot pri spolnem nasilju v nacistični Nemčiji v letih 1944–1945. Joanna Ostrowska in Marcin Zaremba iz Poljske akademije znanosti sta zapisala, da so množična posilstva Poljakinj dosegla množičen obseg med zimsko ofenzivo Rdeče armade leta 1945.          
Med dejavniki, ki so prispevali k stopnjevanju spolnega nasilja nad ženskami med okupacijo Poljske, je bil občutek nekaznovanja posameznih sovjetskih enot, ki so jih vojaški voditelji prepustili sami sebi. V iskanju zalog hrane in drugih zalog – kot je zapisal dr. Janusz Wróbel iz IPN – so roparski vojaki sestavili tolpe, ki so bile pripravljene streljati. Sovjetski vojaki so izropali poljske domove ter pobrali žito iz vseh polij in njiv. V pismu svojemu vojvodi je okrajni poveljnik opozoril, da so ropanje blaga iz trgovin in kmetij pogosto zaznamovala množična posilstva kmetov kot v Zalesieju, Olechówu, Feliksinu in Huti Szklani, da ne omenja drugih zločinov, vključno s posilstvom in brutalnim množičnim umorom v Łagiewniki. Težko oboroženi sovjetski vojaki so izropali avtomobile, konjske vprege in celo vlake. Isti poveljnik je v svojem naslednjem pismu poljskim oblastem zapisal, da so spolno nasilje in ropanje povzročili strah in sovraštvo poljskega prebivalstva do sovjetskega totalitarnega režima.